# Urografie

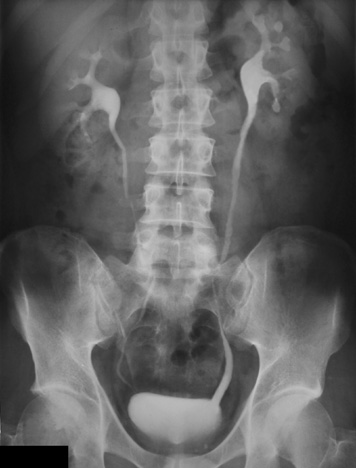
Intravenöses Urogramm

Urografie oder Urographie (altgriechisch οὖρον ouron „Urin“ und -graphie), synonym Pyelographie (altgriechisch πύελος pyelos „Wanne, Trog“, hier: „[Nieren-]Becken“), sind radiologische Methoden zur Darstellung der ableitenden Harnwege (Nierenbecken, Harnleiter und Harnblase). Die erzeugten Aufnahmen werden Urogramm beziehungsweise Pyelogramm genannt.
Diese Verfahren dienen zur Darstellung von Morphologie und Funktion der Nieren und der ableitenden Harnwege sowie zur Feststellung von Abflussbehinderungen, etwa durch Harnsteine. Uratsteine (Harnsäuresteine) sind röntgennegative Steine, das heißt, sie lassen sich im Röntgenbild nicht direkt darstellen.
Bei der retrograden Urografie (auch retrograde Pyelografie genannt), entwickelt durch Friedrich Voelcker und Alexander von Lichtenberg, Heidelberg 1905, und bei dem Miktionszystourethrogramm wird eine Kontrastmittellösung über einen Blasenkatheter in das Hohlsystem instilliert. Zur sogenannten intravenösen Urographie, auch Ausscheidungsurographie (erstbeschrieben durch Volkmann 1922) genannt, werden ca. 50 ml eines jodhaltigen Röntgenkontrastmittels in eine Armvene injiziert und die Ausscheidung wird in einer Serie von Röntgenaufnahmen von Bauch und Becken verfolgt. Je nach Grad der Abflussbehinderung dauert das zwischen 15 Minuten und 24 Stunden.
Diese Röntgenverfahren sind durch die Sonographie, die Computertomographie (CT) und die Kernspintomographie (MRT) stark zurückgedrängt worden. Insbesondere die Schnittbildverfahren CT und MRT können Bilder mit sehr ähnlichem Gesamteindruck, aber wesentlich höherer Aussagekraft erzeugen. Sonographie und MR-Urographie sind strahlungsfrei und deshalb auch in der Kinderurologie häufig genutzt.

## Physiologie
In der Urologie und in der Nephrologie müssen Kontrastmittel zur Ausscheidungsurographie renal eliminiert werden, um eine entsprechende Bildgebung zu ermöglichen. Man spricht bei dieser elektiven Ausscheidung der Röntgenkontrastmittel durch die Nieren von der elektiven Nierengängigkeit. Bei der renalen Eliminierung ist zwischen glomerulärer Filtration und tubulärer Sekretion des Kontrastmittels zu unterscheiden. Es stellt sich also das Problem „tubular versus renal excretion“ (oder glomerular filtration versus tubular secretion). „Die jodhaltigen Kontrastmittel werden glomerulär filtriert und weder tubulär sezerniert noch rückresorbiert.“ Die triiodobenzoic acid (Iodamid) wird glomerulär filtriert.
Gegenteilige Angaben findet man in der älteren Fachliteratur zum Beispiel für das trijodierte Natriumazetrizoat, dessen renale Clearance „eine tubuläre Ausscheidung voraussetzt,“ für die Jodalamate und auch für Iodamid. Tubulär sezernierte Kontrastmittel erlauben keine Aussage zur glomerulären Filtration.

## Nebenwirkungen
„Gadoliniumhaltige Kernspintomographie-Kontrastmittel werden zu 97 % renal eliminiert“ und „spielen eine wichtige Rolle bei der Entstehung der nephrogenen systemischen Fibrose“ (nephrogene fibrosierende Dermopathie, nephrogene systemische Sklerose).